# Макарун
Макару́н (англ. macaroon) — кондитерское изделие, бисквитное печенье, изготовленное, как правило, из миндаля (основной ингредиент), а также может быть из других орехов или кокоса, иногда ароматизированное мёдом, ванилью или специями, с добавлением пищевого красителя, варенья, джема или шоколадной глазури. В некоторых рецептах присутствует сгущённое молоко. Печенье выпекают на съедобной рисовой бумаге, помещённой на противень.
Название печенья происходит от итальянского maccarone (maccherone), производного от слова ammaccare — «разбить, раздавить» и является отсылкой к способу изготовления основного ингредиента, миндальной муки ( миндальной пасты). Того же происхождения и слово макарон.

## История
Историки кулинарии пишут, что первые упоминания об этом миндальном печенье можно найти в описании итальянских монастырей VIII—XIX веков. Когда монахи в 1533 году приехали во Францию, с этим кондитерским изделием познакомились кондитеры Екатерины Медичи, жены короля Генриха II. Позже две бенедиктинские монахини — сёстры Маргарита и Мария-Элизабет — приехали в Нанси, спасаясь от Французской революции. Эти женщины заплатили за свое жилье выручкой от продажи миндального печенья, и таким образом стали известны как «Сёстры миндального печенья» (Macaroon Sisters).
Итальянские евреи тоже заинтересовались и приняли это печенье, потому что оно не имеет муки или разрыхлителя (макарун разрыхляется яичным белком) и может быть съедено во время восьмидневного празднования Пасхи. Затем печенье распространилось среди других европейских евреев.
Рецепты печенья макарун стали появляться в книгах рецептов в 1725 году (книга Роберта Смита «Robert Smith’s Court Cookery, or the Complete English Cook»).

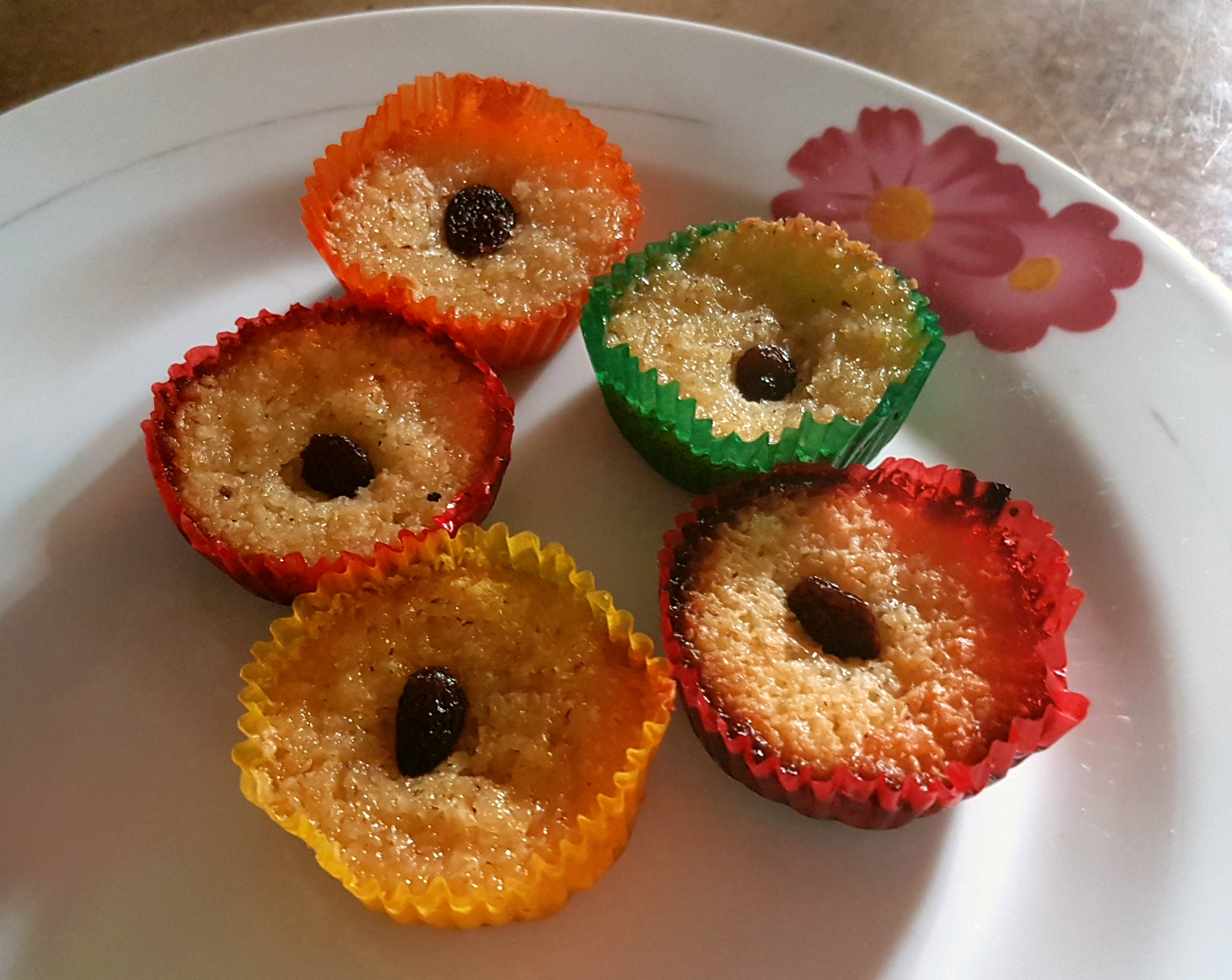
Филиппинский макарун

Со временем оно распространилось по всему миру, принимая те или иные местные особенности:
- в Доминиканской республике макарун очень тёмный, здесь тертый кокос смешивают с имбирем и корицей;
- во Франции это печенье известно как «конголезское» или le rocher à la noix de coco;
- в Индии имеются разновидности макаруна, приготовленных из кешью и яичного белка;
- в Ирландии компанией Wilton Candy in Co. производится шоколадный батончик на упаковке которого написано «кусочки макаруна в ирландском молочном шоколаде» (macaroon pieces in Irish milk chocolate), а другая ирландская кондитерская Cleeve’s Irish Confectionery производит шоколадную плитку с макаруном, куда входят масло какао, сухое молоко и высушенный кокос;
- на Филиппинах кокосовые макаруны имеют уникальную текстурную структуру: они слегка хрустящие снаружи и мягкие, влажные внутри, обычно выпекаются в разноцветные крошечные обертки для кексов и покрываются изюмом;
- широко распространённые в США макаруны, как правило, плотные, влажные и сладкие, часто обмакиваются в шоколад, часто легкие и рыхлые.